# 亞拉拉特平原

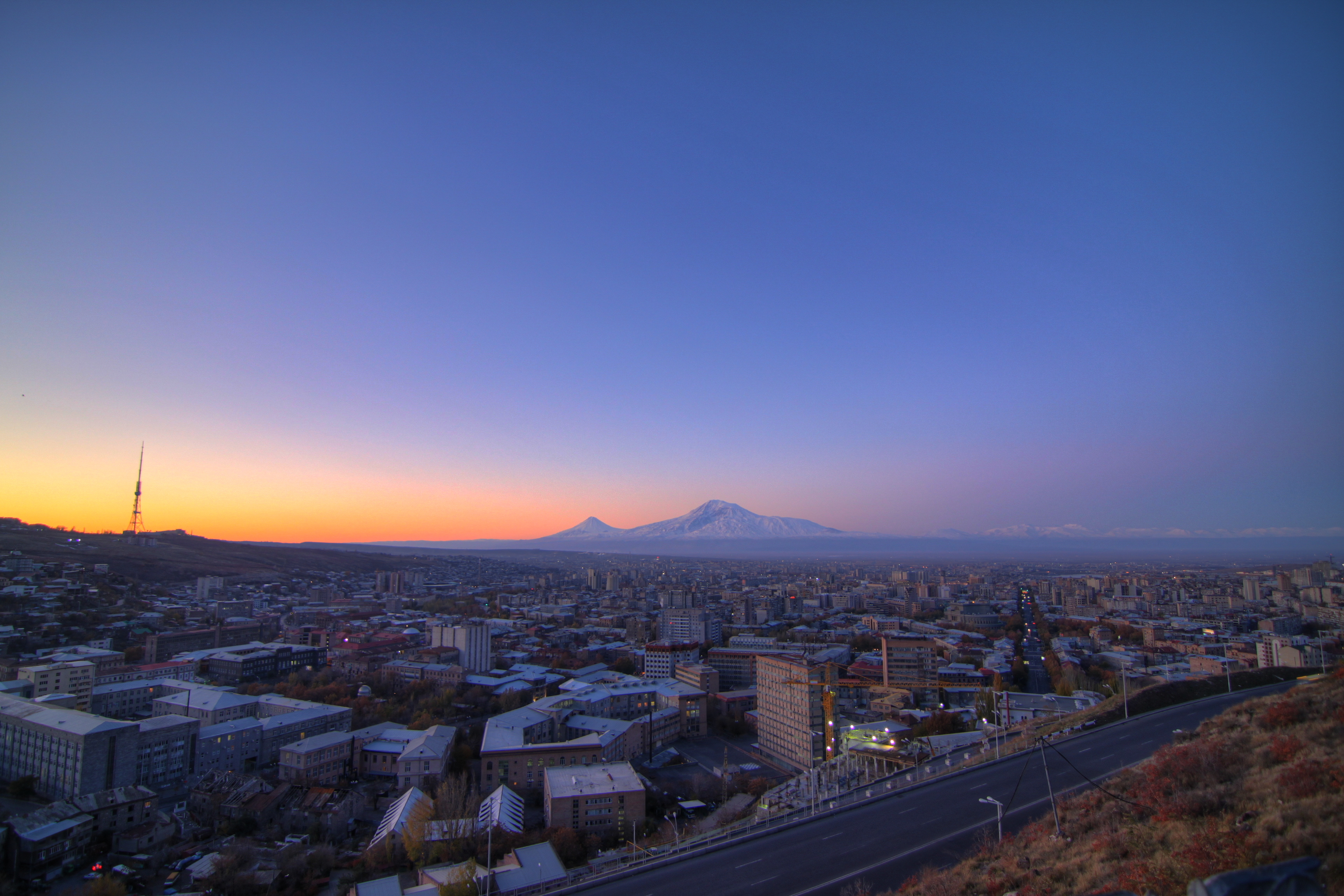
亞美尼亞共和國首都埃里溫的黎明景色，背景是亞拉拉特山（當地稱為馬西斯）

亞拉拉特平原是亞美尼亞國內最大的平原之一。亞拉拉特平原被阿拉斯河分為兩部分，北部屬亞美尼亞，南部屬土耳其。亞拉拉特平原也是亞美尼亞日照最充足的地區，並且是亞美尼亞的穀倉，以亞美尼亞4%的面積生產了亞美尼亞40%的糧食。